# Two-Mix
TWO-MIX est un groupe japonais formé en 1995. Ses membres sont Minami Takayama (voix et compositrice) et Shiina Nagano (synthétiseur et parolier).
Ils se sont rencontrés au début des années 1990. Takayama faisait partie du groupe de indie RE-X et a fait la rencontre de Nagano grâce à un ami commun. Takayama a sorti un album solo en 1992, Endless Communication auquel Nagano a participé. Ils ont constitué le groupe Es Connexion et sorti un album. En 1995 ils ont créé Two-Mix.
Le style du groupe est apparenté à de la pop électronique.
Ils ont participé à de nombreux animes tels que Gundam Wing , Les Enquêtes de Kindaichi, et Détective Conan (dans lequel le personnage principal, Conan Edogawa, est doublé par Takayama. Ils ont même fait une apparition dans l'un des épisodes de la série intitulé « L'enlèvement » épisode 82, dans lequel ils sont enlevés, avant d'être sauvés par Conan et ses amis).
En 2007, Takayama et Nagano sont rejoints par Joe Rinoie, comme chanteur et compositeur. Ils changent le nom du groupe et deviennent || MIX⊿DELTA. Delta est le symbole du triangle, et représente ici les trois artistes du groupe.

## Discographie
- BPM 132 - 1995
- BPM 143 - 1996
- BPM 150MAX - 1996
- TWO⇨RE(MIX) - 1996
- BPM Best Files - 1997
- BPM Dance - 1997
- Fantastix - 1997
- Baroque Best - 1998
- Dream Tactix - 1998
- Fantastix II - 1998
- Super Best Files 1995~1998 - 1998
- Rhythm Formula - 1999
- Vision Formula - 1999
- BPM Cube - 2000
- 0G - 2001
- 20010101 - 2001
- BPM Dance II - 2001
- 7th Anniversary Best - 2002
- Categorhythm - 2002
- || MIX⊿DELTA - DELTA ONE - 2005
- || MIX⊿DELTA - DELTA TWO -UNIVERSE- - 2006

## Singles
- Just Communication - 1995 (Premier thème d'ouverture de la série animée Gundam Wing)
- Rhythm Emotion - 1995 (Second thème d'ouverture de la série animée Gundam Wing)
- Love Revolution - 1996
- Rhythm Generation - 1996
- T-R-Y - Return to Yourself - 1996
- Living Daylights/Break - 1997
- Summer Planet No. 1 - 1997
- True Navigation - 1997
- White Reflection - 1997
- Beat of Destiny - 1998
- Last Impression -1998
- Time Distortion - 1998
- Truth ~A Great Detective of Love~ - 1998 (Cinquième thème d'ouverture de la série animée  Détective Conan)
- Justice - 1999 (Cinquième thème d'ouverture de la série animée Les Enquêtes de Kindaichi)
- Body Makes Stream - 1999
- Maximum Wave - 1999
- Side Formula - 1999
- Naked Dance - 2000
- Gravity Zero - 2001
- Before The Ignition - 2003
- || MIX⊿DELTA - Toki o Koete - 2007 (Premier thème d'ouverture de la série animée Engage Planet Kiss Dum)
- || MIX⊿DELTA - A Runner at Daybreak - 2007 (Second thème d'ouverture de la série animée Engage Planet Kiss Dum)

### Sources
- (en) Cet article est partiellement ou en totalité issu de l’article de Wikipédia en anglais intitulé « Two-Mix » (voir la liste des auteurs).